# Demon Attack
Demon Attack era outro típico jogo de tiro para Atari 2600, que alcançou relativa fama entre os jogadores de vídeo game daquela época. O jogo possuía os mesmos moldes, ou seja, lembrava outros jogos de tiro de sua geração, como Space Invaders, Megamania e Galaxian.